# Mohammed Rana
Mohammed Rubel Rana (bengalisch মোহাম্মদ রুবেল রানা Mohāmmad Rubēl Rānā; * 2. April 1983) ist ein ehemaliger bangladeschischer Schwimmer. Er trat bei den Olympischen Sommerspielen 2008 in Peking an und mehrfach bei den Südasienspielen (2004, 2006, 2010), wo er mehrere Medaillen gewann.

## Sport
Bei den Olympischen Spielen nahm er auf Einladung des Schwimmverbandes World Aquatics teil. Im Wettbewerb über 100 m Rücken erreichte er seine persönliche Bestzeit mit 1:04,82 min, schied jedoch bereits im Vorlauf aus. Er lag mehr als 8 Sekunden hinter dem Erstplatzierten seines Vorlaufs, Danil Bugakov aus Usbekistan. Er diente auch als Fahnenträger bei der Eröffnungszeremonie.
In den Wettbewerben 50 m Rücken und 200 m Lagen errang Rana bei den Südasienspielen mehrere Medaillen. Er war außerdem bei den Asienspielen 2002 in Busan, den Schwimmweltmeisterschaften 2003 in Barcelona und den Commonwealth Games 2006 in Melbourne angetreten.